# Паола Міначчоні
Паола Міначчоні (італ. Paola Minaccioni; нар. 25 вересня 1971) — італійська акторка. 
Серед її картин - «Пристебніть ремені», « Багато поцілунків пізніше», « Чудова присутність» та телесеріал «Una pallottola nel cuore». Вона виграла в 2012 році Золотий глобус за її допоміжну роль в Magnificent Presence і Nastro d'Argento for Best Supporting Actress в Пристебніть ремені безпеки в 2014 р. 

## Біографія
Вона пройшла курс класичної драматургії: кілька років була частиною лабораторії Серени Дандіні, а також відвідувала Експериментальний центр кінематографії.

## Фільмографія
- Жінки не хочуть (1993)
- Навчання серцю (2003)
- Біль чужих сердець (2005)
- Fascisti su Marte (2006)
- Notte prima degli esami - Oggi (2007)
- Concrete Romance (2007)
- Un'estate al mare (2008)
- Багато поцілунків пізніше (2009)
- Холості постріли (2010)
- Бачіато Далла Фортуна (2011)
- Весілля в Парижі (2011)
- Viva l'Italia (2012)
- Чудова присутність (2012)
- Реальність (2012)
- Pazze di me (2013)
- Пристебніть ремені  (2014)
- Казкове весілля (2014)
- Щасливо змішане (2014)
- Un Natale stupefacente (2014)
- Палаюче кохання (2015)
- Torno indietro e cambio vita (2015)
- Маямі-Біч (2016)
- Благословенне божевілля (2018)
- Natale a Cinque Stelle (2018)
- Не зупиняйте мене зараз (2019)
- Локдаун по-італійськи (2020)
- In vacanza su Marte (2020)
- Ангели-невігласи (2022)